# Leucidia elvina
Leucidia elvina är en fjärilsart som först beskrevs av Jean Baptiste Godart 1819.  Leucidia elvina ingår i släktet Leucidia och familjen vitfjärilar. Inga underarter finns listade i Catalogue of Life.